# Baregbeg (Baregbeg)
Baregbeg is een bestuurslaag in het regentschap Ciamis van de provincie West-Java, Indonesië. Baregbeg telt 5542 inwoners (volkstelling 2010).